# Brevoxathres
Brevoxathres is een kevergeslacht uit de familie van de boktorren (Cerambycidae). De wetenschappelijke naam van het geslacht werd voor het eerst geldig gepubliceerd in 1959 door Gilmour.

## Soorten
Brevoxathres omvat de volgende soorten:
- Brevoxathres albobrunnea (Gilmour, 1962)
- Brevoxathres fasciata Gilmour, 1959
- Brevoxathres irrorata Monné, 2007
- Brevoxathres seabrai Monné, 2007
- Brevoxathres x-littera (Melzer, 1932)